# Moisés Ville
Moisés Ville (Kiryat Moshe) is een plaats in het Argentijnse bestuurlijke gebied San Cristóbal in de provincie Santa Fe. De plaats telt 2 575 inwoners.